# Åsane Fotball 2015
Questa voce raccoglie le informazioni riguardanti l'Åsane Fotball nelle competizioni ufficiali della stagione 2015.

## Stagione
A seguito della vittoria del gruppo 3 del campionato 2014, l'Åsane è stato promosso nella 1. divisjon, secondo livello calcistico locale. Ha chiuso la stagione all'11º posto finale, mentre l'avventura nel Norgesmesterskapet 2015 è terminata al quarto turno, con l'eliminazione per mano dell'Odd.
Il calciatore più utilizzato in stagione è stato Eirik Wollen Steen a quota 33 presenze, di cui 30 in campionato e 3 in coppa. Joachim Soltvedt è stato invece il miglior marcatore con 8 reti, di cui 7 in campionato e una in coppa.

## Maglie e sponsor
Lo sponsor tecnico per la stagione 2015 è stato Macron, mentre Sparebanken Vest è stato lo sponsor ufficiale. La divisa casalinga era composta da una maglietta arancione con rifiniture bianche, con pantaloncini e calzettoni neri.
| Casa | Trasferta |

## Rosa
| N. |                     | Ruolo | Calciatore             |
| -- | ------------------- | ----- | ---------------------- |
| 1  | Norvegia (bandiera) | P     | Eirik Østgaard         |
| 2  | Norvegia (bandiera) | D     | Martin Ueland          |
| 3  | Norvegia (bandiera) | D     | Eirik Wollen Steen     |
| 4  | Norvegia (bandiera) | C     | Vegard Leikvoll Moberg |
| 5  | Norvegia (bandiera) | D     | Jahn-Ove Wiik          |
| 6  | Norvegia (bandiera) | D     | Rune Gravdal           |
| 7  | Norvegia (bandiera) | C     | Marcus Stueland        |
| 8  | Norvegia (bandiera) | D     | Jakob Glesnes          |
| 8  | Norvegia (bandiera) | A     | Kjetil Kalve           |
| 9  | Norvegia (bandiera) | A     | Niklas Lerpold         |
| 10 | Norvegia (bandiera) | C     | Senai Hagos            |
| 11 | Norvegia (bandiera) | C     | Damian Sanchez Olsen   |
| 14 | Norvegia (bandiera) | C     | Magnus Nyborg          |
| 15 | Norvegia (bandiera) | D     | Håkon Morvik Sky       |
| 16 | Norvegia (bandiera) | D     | Kevin Duré             |
| 17 | Norvegia (bandiera) | A     | Thomas Aarsund         |

| N. |                     | Ruolo | Calciatore             |
| -- | ------------------- | ----- | ---------------------- |
| 17 | Norvegia (bandiera) | D     | Sverre Bjørkkjær       |
| 18 | Norvegia (bandiera) | C     | Erlend Grov            |
| 19 | Norvegia (bandiera) | C     | Simen Lassen           |
| 20 | Norvegia (bandiera) | C     | Stian Nygard           |
| 21 | Norvegia (bandiera) | C     | Joachim Soltvedt       |
| 22 | Norvegia (bandiera) | D     | Glenn Mjelde Håberg    |
| 23 | Norvegia (bandiera) | A     | Joachim Raknes Forthun |
| 24 | Norvegia (bandiera) | P     | Andreas Søreide        |
| 25 | Norvegia (bandiera) | C     | Kristian Vie           |
| 26 | Norvegia (bandiera) | C     | Simen Hatlebrekke      |
| 29 | Norvegia (bandiera) | C     | Kristoffer Stephensen  |
| 30 | Norvegia (bandiera) | A     | Håkon Lorentzen        |
| 32 | Norvegia (bandiera) | D     | Anton von Hofacker     |
| 36 | Norvegia (bandiera) | D     | Avan Warmely           |
| 88 | Norvegia (bandiera) | A     | Geir André Herrem      |
| 91 | Norvegia (bandiera) | P     | Martín Sanchez Olsen   |

## Calciomercato

### Sessione invernale(dal 01/01 al 31/03)
| Arrivi | Arrivi                | Arrivi        | Arrivi     |
| R.     | Nome                  | da            | Modalità   |
| ------ | --------------------- | ------------- | ---------- |
| P      | Martín Sanchez Olsen  | Nest-Sotra    | definitivo |
| D      | Sverre Bjørkkjær      | Haugesund     | prestito   |
| D      | Kevin Duré            |               | svincolato |
| C      | Erlend Grov           | Stord         | definitivo |
| C      | Senai Hagos           | Fyllingsdalen | definitivo |
| C      | Simen Lassen          | Brann         | definitivo |
| C      | Damian Sanchez Olsen  | Nest-Sotra    | definitivo |
| C      | Joachim Soltvedt      | Brann         | definitivo |
| C      | Kristoffer Stephensen | Sogndal       | definitivo |
| A      | Kjetil Kalve          | Nest-Sotra    | definitivo |
| A      | Håkon Lorentzen       | Brann         | prestito   |

| Partenze         | Partenze               | Partenze   | Partenze      |
| R.               | Nome                   | a          | Modalità      |
| ---------------- | ---------------------- | ---------- | ------------- |
| D                | Thor Kristian Økland   | Nest-Sotra | definitivo    |
| C                | Sindre Flaa            |            | svincolato    |
| C                | Nicolai Misje          |            | svincolato    |
| C                | Per Christian Pedersen | Nest-Sotra | definitivo    |
| C                | Sindre Tjelmeland      |            | svincolato    |
| Altre operazioni |                        |            |               |
| R.               | Nome                   | da         | Modalità      |
| C                | Damian Sanchez Olsen   | Nest-Sotra | fine prestito |

### Tra le due sessioni
| Arrivi | Arrivi | Arrivi | Arrivi   |
| R.     | Nome   | da     | Modalità |
| ------ | ------ | ------ | -------- |

| Partenze | Partenze         | Partenze  | Partenze      |
| R.       | Nome             | a         | Modalità      |
| -------- | ---------------- | --------- | ------------- |
| D        | Sverre Bjørkkjær | Haugesund | fine prestito |
| A        | Håkon Lorentzen  | Brann     | fine prestito |

### Sessione estiva(dal 22/07 al 18/08)
| Arrivi | Arrivi            | Arrivi        | Arrivi     |
| R.     | Nome              | da            | Modalità   |
| ------ | ----------------- | ------------- | ---------- |
| D      | Jakob Glesnes     | Fyllingsdalen | prestito   |
| A      | Thomas Aarsund    | Brattvåg      | definitivo |
| A      | Geir André Herrem | Fyllingsdalen | prestito   |

| Partenze | Partenze               | Partenze      | Partenze   |
| R.       | Nome                   | a             | Modalità   |
| -------- | ---------------------- | ------------- | ---------- |
| D        | Glenn Mjelde Håberg    |               | svincolato |
| C        | Erlend Grov            | Fyllingsdalen | definitivo |
| C        | Damian Sanchez Olsen   |               | svincolato |
| A        | Kjetil Kalve           | Fyllingsdalen | prestito   |
| A        | Joachim Raknes Forthun | Fana          | definitivo |

## Risultati

### 1. divisjon

#### Girone di andata
| Arbitro: | Gya |

|                                                                          |           |  |
| Lerpold 14’ Sørmo 38’ (aut.) Gravdal 39’ Nilsson 80’ (aut.) Soltvedt 90’ | Marcatori |  |

| Arbitro: | Kjensli (Oslo) |

|                       |           |                                     |
| Lie Skålevik 32’, 76’ | Marcatori | 16’ Lerpold 40’ Ueland 52’ Soltvedt |

| Arbitro: | Haugen |

|  |           |              |
|  | Marcatori | 34’ Soltvedt |

| Arbitro: | Saggi |

|                           |           |                         |
| Lorentzen 15’ Lerpold 24’ | Marcatori | 23’ Skartun 68’ Khalili |

| Arbitro: | Smehus Kringstad |

|            |           |            |
| Nazari 51’ | Marcatori | 10’ Ueland |

| Åsane 3 maggio 2015, ore 18:00 6ª giornata | Åsane          | 0 – 0 referto | Sandnes Ulf | Myrdal Gress (1.060 spett.)\| Arbitro: \| Jonsson Trædal \| |
| Arbitro:                                   | Jonsson Trædal |               |             |                                                             |

| Arbitro: | Lundby (Bøverbru) |

|                             |           |  |
| Johansen 6’, 28’ Shroot 26’ | Marcatori |  |

| Arbitro: | S. Smehus Kringstad |

|  |           |             |
|  | Marcatori | 28’ Dalseth |

| Arbitro: | Borgersen (Oslo) |

|                                                  |           |  |
| Ulland Andersen 21’, 28’ Sveen 33’ Törnqvist 71’ | Marcatori |  |

| Arbitro: | Gya |

|  |           |                                         |
|  | Marcatori | 54’ Melgalvis 64’ (rig.) Aasen 90’ Jahr |

| Arbitro: | Gjermshus |

|                                  |           |                       |
| Aalbu 21’ Giæver 74’ Walberg 88’ | Marcatori | 15’ Hagos 80’ Gravdal |

| Arbitro: | Eskås |

|                            |           |                                     |
| Soltvedt 3’ Stephensen 31’ | Marcatori | 57’ Acosta 70’ Pedersen 77’ Demidov |

| Arbitro: | Gya |

|                       |           |            |
| Omoijuanfo 87’ (rig.) | Marcatori | 90’ Ueland |

| Arbitro: | S. Smehus Kringstad |

|                           |           |          |
| Lorentzen 36’ Gravdal 65’ | Marcatori | 58’ Mané |

| Arbitro: | Haugen |

|                            |           |                              |
| Stene 11’ (rig.), 61’, 77’ | Marcatori | 63’ (rig.) Gravdal 82’ Kalve |

#### Girone di ritorno
| Arbitro: | Tennøy |

|  |           |                  |
|  | Marcatori | 61’ Lie Skålevik |

| Arbitro: | Jonsson Trædal |

|              |           |  |
| Ramsland 48’ | Marcatori |  |

| Arbitro: | Saggi |

|                                |           |  |
| Leikvoll Moberg 17’ Ueland 59’ | Marcatori |  |

| Arbitro: | Borgersen (Oslo) |

|                               |           |                            |
| Huseklepp 40’ Kristiansen 83’ | Marcatori | 44’ Stephensen 54’ Lerpold |

| Arbitro: | Moen |

|            |           |                                         |
| Herrem 69’ | Marcatori | 53’ (rig.) Stene 81’ (rig.) Reginiussen |

| Bryne 23 agosto 2015, ore 18:00 21ª giornata | Bryne | 0 – 0 referto | Åsane | Bryne Stadion (1.231 spett.) |

| Arbitro: | Gjermshus |

|           |           |               |
| Herrem 2’ | Marcatori | 66’ Edvardsen |

| Arbitro: | Jonsson Trædal |

|             |           |                                       |
| Engblom 49’ | Marcatori | 8’ Soltvedt 14’ Stephensen 71’ Herrem |

| Arbitro: | Saggi |

|                                                     |           |  |
| Herrem 13’, 55’, 62’ Leikvoll Moberg 45’ Lassen 74’ | Marcatori |  |

| Arbitro: | Moen |

|                    |           |                                  |
| Bye 50’ Stokke 90’ | Marcatori | 29’ Leikvoll Moberg 60’ Soltvedt |

| Arbitro: | Hansen |

|                     |           |            |
| Leikvoll Moberg 14’ | Marcatori | 62’ Strand |

| Ski 11 ottobre 2015, ore 15:00 27ª giornata                    | Follo     | 2 – 0 referto | Åsane | Ski Stadion (538 spett.) |
| \| \| \| \| \| Vestvatn 50’ Ruud Tveter 53’ \| Marcatori \| \| |           |               |       |                          |
|                                                                |           |               |       |                          |
| Vestvatn 50’ Ruud Tveter 53’                                   | Marcatori |               |       |                          |

| Arbitro: | Rafiq (Oslo) |

|                                 |           |  |
| Herrem 31’ Sivertsen 54’ (aut.) | Marcatori |  |

| Arbitro: | Eskås |

|                                               |           |                                             |
| Ueland 24’ (rig.) Stephensen 66’ Soltvedt 67’ | Marcatori | 51’ Nilsen 54’ Kjelsrud Johansen 87’ Åsheim |

| Arbitro: | Jonsson Trædal |

|                                  |           |                                             |
| Kastrati 19’ Seck 55’ Anyora 82’ | Marcatori | 45’ Nygard 60’ Stephensen 90’ (rig.) Ueland |

### Norgesmesterskapet
| Arbitro: | Amland (Bergen) |

|  |           |                         |
|  | Marcatori | 61’ Nyborg 67’ Stueland |

| Arbitro: | Sinnes |

|                         |           |  |
| Soltvedt 41’ Lassen 86’ | Marcatori |  |

| Arbitro: | Jonsson Trædal |

|  |           |                          |
|  | Marcatori | 24’ Lorentzen 86’ Nyborg |

| Arbitro: | Lundby (Bøverbru) |

|                                        |           |  |
| Storbæk 4’, 51’ Johnsen 62’ Occéan 87’ | Marcatori |  |

## Statistiche

### Statistiche di squadra
| Competizione       | Punti | In casa | In casa | In casa | In casa | In casa | In casa | In trasferta | In trasferta | In trasferta | In trasferta | In trasferta | In trasferta | Totale | Totale | Totale | Totale | Totale | Totale | DR |
| Competizione       | Punti | G       | V       | N       | P       | Gf      | Gs      | G            | V            | N            | P            | Gf           | Gs           | G      | V      | N      | P      | Gf     | Gs     | DR |
| ------------------ | ----- | ------- | ------- | ------- | ------- | ------- | ------- | ------------ | ------------ | ------------ | ------------ | ------------ | ------------ | ------ | ------ | ------ | ------ | ------ | ------ | -- |
| 1. divisjon        | 35    | 15      | 5       | 5       | 5       | 26      | 18      | 15           | 3            | 6            | 6            | 20           | 28           | 30     | 8      | 11     | 11     | 46     | 46     | 0  |
| Norgesmesterskapet | -     | 1       | 1       | 0       | 0       | 2       | 0       | 3            | 2            | 0            | 1            | 4            | 4            | 4      | 3      | 0      | 1      | 6      | 4      | +2 |
| Totale             | -     | 16      | 6       | 5       | 5       | 28      | 18      | 18           | 5            | 6            | 7            | 24           | 32           | 34     | 11     | 11     | 12     | 52     | 50     | +2 |

### Statistiche dei giocatori
| Giocatore          | 1. divisjon | 1. divisjon | 1. divisjon | 1. divisjon | Norgesmesterskapet | Norgesmesterskapet | Norgesmesterskapet | Norgesmesterskapet | Coppe europee | Coppe europee | Coppe europee | Coppe europee | Altre coppe | Altre coppe | Altre coppe | Altre coppe | Totale   | Totale | Totale      | Totale     |
| Giocatore          | Presenze    | Reti        | Ammonizioni | Espulsioni  | Presenze           | Reti               | Ammonizioni        | Espulsioni         | Presenze      | Reti          | Ammonizioni   | Espulsioni    | Presenze    | Reti        | Ammonizioni | Espulsioni  | Presenze | Reti   | Ammonizioni | Espulsioni |
| ------------------ | ----------- | ----------- | ----------- | ----------- | ------------------ | ------------------ | ------------------ | ------------------ | ------------- | ------------- | ------------- | ------------- | ----------- | ----------- | ----------- | ----------- | -------- | ------ | ----------- | ---------- |
| T. Aarsund         | 0           | 0           | 0           | 0           | -                  | -                  | -                  | -                  |               |               |               |               |             |             |             |             | 0        | 0      | 0           | 0          |
| S. Bjørkkjær       | 4           | 0           | 0           | 0           | 2                  | 0                  | 0                  | 0                  |               |               |               |               |             |             |             |             | 6        | 0      | 0           | 0          |
| K. Duré            | 1           | 0           | 0           | 0           | 0                  | 0                  | 0                  | 0                  |               |               |               |               |             |             |             |             | 1        | 0      | 0           | 0          |
| P. Gjerde          | 0           | 0           | 0           | 0           | 0                  | 0                  | 0                  | 0                  |               |               |               |               |             |             |             |             | 0        | 0      | 0           | 0          |
| J. Glesnes         | 14          | 0           | 2           | 0           | -                  | -                  | -                  | -                  |               |               |               |               |             |             |             |             | 14       | 0      | 2           | 0          |
| R. Gravdal         | 19          | 4           | 2           | 0           | 2                  | 0                  | 0                  | 0                  |               |               |               |               |             |             |             |             | 21       | 4      | 2           | 0          |
| E. Grov            | 3           | 0           | 0           | 0           | 3                  | 0                  | 0                  | 0                  |               |               |               |               |             |             |             |             | 6        | 0      | 0           | 0          |
| S. Hagos           | 24          | 1           | 9           | 1           | 1                  | 0                  | 0                  | 0                  |               |               |               |               |             |             |             |             | 25       | 1      | 9           | 1          |
| S. Hatlebrekke     | 0           | 0           | 0           | 0           | 0                  | 0                  | 0                  | 0                  |               |               |               |               |             |             |             |             | 0        | 0      | 0           | 0          |
| G. Herrem          | 15          | 7           | 2           | 0           | -                  | -                  | -                  | -                  |               |               |               |               |             |             |             |             | 15       | 7      | 2           | 0          |
| K. Kalve           | 5           | 1           | 0           | 0           | 3                  | 0                  | 0                  | 0                  |               |               |               |               |             |             |             |             | 8        | 1      | 0           | 0          |
| S. Lassen          | 21          | 1           | 4           | 0           | 3                  | 1                  | 0                  | 0                  |               |               |               |               |             |             |             |             | 24       | 2      | 4           | 0          |
| V. Leikvoll Moberg | 29          | 4           | 4           | 0           | 2                  | 0                  | 1                  | 0                  |               |               |               |               |             |             |             |             | 31       | 4      | 5           | 0          |
| N. Lerpold         | 26          | 4           | 2           | 0           | 1                  | 0                  | 0                  | 0                  |               |               |               |               |             |             |             |             | 27       | 4      | 2           | 0          |
| H. Lorentzen       | 14          | 2           | 0           | 0           | 2                  | 1                  | 0                  | 0                  |               |               |               |               |             |             |             |             | 16       | 3      | 0           | 0          |
| G. Mjelde Håberg   | 1           | 0           | 0           | 0           | 2                  | 0                  | 0                  | 0                  |               |               |               |               |             |             |             |             | 3        | 0      | 0           | 0          |
| H. Morvik Sky      | 1           | 0           | 0           | 0           | 0                  | 0                  | 0                  | 0                  |               |               |               |               |             |             |             |             | 1        | 0      | 0           | 0          |
| M. Nyborg          | 16          | 0           | 0           | 0           | 4                  | 2                  | 1                  | 0                  |               |               |               |               |             |             |             |             | 20       | 2      | 1           | 0          |
| S. Nygard          | 24          | 1           | 3           | 0           | 2                  | 0                  | 0                  | 0                  |               |               |               |               |             |             |             |             | 26       | 1      | 3           | 0          |
| E. Østgaard        | 18          | -23         | 0           | 0           | 1                  | -4                 | 0                  | 0                  |               |               |               |               |             |             |             |             | 19       | -27    | 0           | 0          |
| J. Raknes Forthun  | 3           | 0           | 0           | 0           | 3                  | 0                  | 0                  | 0                  |               |               |               |               |             |             |             |             | 6        | 0      | 0           | 0          |
| D. Sanchez Olsen   | 10          | 0           | 0           | 0           | 2                  | 0                  | 0                  | 0                  |               |               |               |               |             |             |             |             | 12       | 0      | 0           | 0          |
| M. Sanchez Olsen   | 12          | -23         | 1           | 0           | 3                  | -0                 | 0                  | 0                  |               |               |               |               |             |             |             |             | 15       | -23    | 1           | 0          |
| J. Soltvedt        | 28          | 7           | 3           | 0           | 3                  | 1                  | 0                  | 0                  |               |               |               |               |             |             |             |             | 31       | 8      | 3           | 0          |
| A. Søreide         | 0           | -0          | 0           | 0           | 0                  | -0                 | 0                  | 0                  |               |               |               |               |             |             |             |             | 0        | 0      | 0           | 0          |
| K. Stephensen      | 27          | 5           | 2           | 0           | 4                  | 0                  | 1                  | 0                  |               |               |               |               |             |             |             |             | 31       | 5      | 3           | 0          |
| M. Stueland        | 12          | 0           | 0           | 0           | 2                  | 1                  | 0                  | 0                  |               |               |               |               |             |             |             |             | 14       | 1      | 0           | 0          |
| M. Ueland          | 27          | 6           | 6           | 1           | 4                  | 0                  | 0                  | 0                  |               |               |               |               |             |             |             |             | 31       | 6      | 6           | 1          |
| A. Warmely         | 0           | 0           | 0           | 0           | 0                  | 0                  | 0                  | 0                  |               |               |               |               |             |             |             |             | 0        | 0      | 0           | 0          |
| J. Wiik            | 28          | 0           | 3           | 0           | 4                  | 0                  | 0                  | 0                  |               |               |               |               |             |             |             |             | 32       | 0      | 3           | 0          |
| E. Wollen Steen    | 30          | 0           | 1           | 0           | 3                  | 0                  | 0                  | 0                  |               |               |               |               |             |             |             |             | 33       | 0      | 1           | 0          |